# Gustav Schulze
Pour les articles homonymes, voir Schulze.
Gustav Schulze, né le 4 septembre 1880 à Trebbin et mort le 1er novembre 1968 est un coureur cycliste allemand.

## Biographie
Gustav Schulze,  charron de métier, commence à courir pour le RV Fidelitas Trebbin. En 1903, il participe à sa première course cycliste le Rund um Berlin et termine 15e. En 1909, il remporte cette course amateur sur 242,7 kilomètres en 9 heures 12 minutes et 13 secondes. En 1910, il gagne le tour de la Hainleite et en 1912 Berlin–Cottbus–Berlin. Au Quer durch Deutschland 1911, un prédécesseur du Tour d'Allemagne, il termine sixième au général. La même année, il termine troisième de la course longue distance Vienne-Berlin sur 598,1 kilomètres.
Il meurt en novembre 1968 des suites d'une fracture du col du fémur.

## Palmarès
- 1905
  - 3e du Rund um Berlin
- 1906
  - 2e du Rund um Berlin
- 1907
  - 3e du Rund um Berlin
- 1909
  - Rund um Berlin
- 1910
  - Tour de la Hainleite
- 1911
  - 2e de Berlin-Cottbus-Berlin
  - 3e de Hanovre-Hambourg-Hanovre
- 1912
  - Berlin-Cottbus-Berlin
  - Ludwigshafen-Bâle-Ludwigshafen
  - 2e de Berlin-Leipzig-Berlin
  - 3e du Norddeutsche Fernfahrt
  - 3e de Vienne-Berlin